# Kellinghausen (Winkelsett)
Kellinghausen ist ein Ortsteil der Gemeinde Winkelsett, die zur Samtgemeinde Harpstedt im niedersächsischen Landkreis Oldenburg gehört.

## Geografie und Verkehrsanbindung
Kellinghausen liegt südwestlich des Kernortes Winkelsett, südwestlich des Kernortes Harpstedt und südöstlich des Stadtkerns von Wildeshausen.
Am westlichen Ortsrand fließt der Reckumer Bach und am östlichen Ortsrand die Katenbäke, beide rechtsseitige Nebenflüsse der Hunte, die weiter westlich fließt.